# Северокаталанский переходный субдиалект
Северокаталанский переходный субдиалект (кат. català septentrional de transició) — субдиалект центральнокаталанского диалекта в Автономном сообществе Каталония, распространённый южнее испанско-французской границы в комарках Баша-Серданья, Рипольес, Ла Гарроча, Альт-Эмпорда и Пла-де-л’Эстань. Этот субдиалект иногда характеризуется также как субдиалект северокаталанского диалекта.
С 1659 года — подписания Пиренейского мирного договора между Испанией и Францией — зона распространения северокаталанского переходного говора была отрезана от собственно северокаталанского диалекта. Именно с этого времени субдиалект становится все ближе к центральнокаталанским говорам и всё дальше от говоров Северной Каталонии (которая отошла к Франции).
Впервые этот субдиалект описал каталонский филолог Антонио Альковер в начале XX века

## Главные особенности говора

### Морфология
- Потеря конечного -n перед окончанием множественного числа -s, например: canços — «песни» (литературным языком cançons).
- Притяжательные местоимения в мужском и женском роде единственного числа имеют одну форму: meu, teu, seu — la camisa meu (литературным языком la meva camisa).
- Некоторые прилагательные, оканчивающиеся на [-w] в мужском роде, не добавляют окончание -a в женском: blau — «синяя» (литературным языком blava).
- Для местоимений наш /ваш часто используются региональные формы nostro ['nostru], vostro ['βostru] вместо литературных nostre и vostre

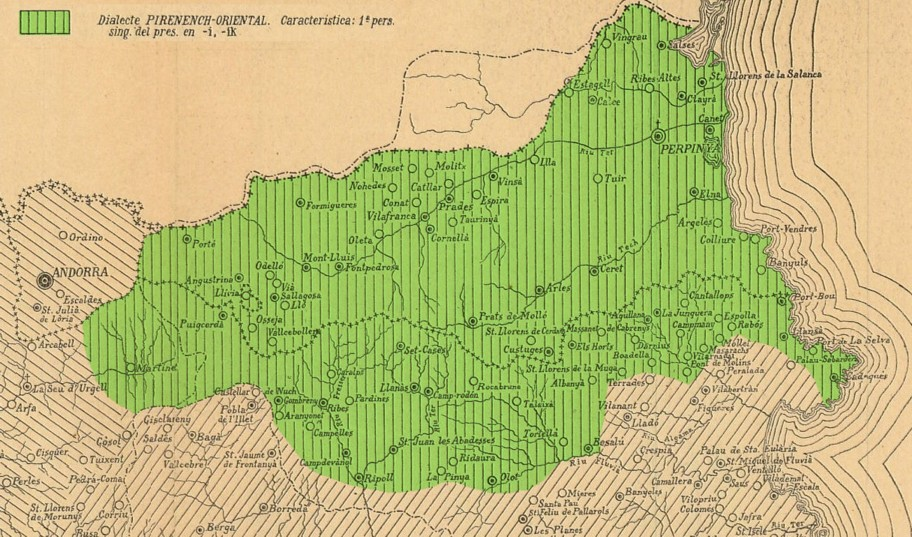
Карта распространения использования окончания -i(c) в первом лице, по Альковеру (1929)

### Грамматика
- Некоторые глаголы с окончанием -ir в неопределённой форме получают окончание -ere или -er (как во французском языке): fugir → fúger (в комарке Баш-Эмпорда)
- Глагол ser — «быть» используется в прошедшем совершённом времени (perfect) вместо глагола haver: Jo no som fumat ni som begut mai — «Я больше не курил и не пил», на литературном языке — No hé mai fumat ni begut. В первом лице единственного числа глагол получает формы som, só, также употребляется литературная форма sóc: Sóc vist que passava une persona — «Я видел, что кто-то прошёл»
- В первом лице единственного числа настоящего времени у глаголов первого спряжения вместо окончания -o употребляется окончание -i: jo parlo → jo parli. Эта черта роднит его с северокаталанским диалектом